# Ankylocythere hyba
Ankylocythere hyba är en kräftdjursart som beskrevs av Hobbs och Walton 1963. Ankylocythere hyba ingår i släktet Ankylocythere och familjen Entocytheridae. Inga underarter finns listade i Catalogue of Life.